# Pachnobia millieri
Pachnobia millieri là một loài bướm đêm trong họ Noctuidae.